# Benito Ojeda Sanz
Benito Ojeda Sanz (Barcelona, 7 de maig de 1966) és un atleta i professor català especialitzat en curses de fons. Ojeda, que exerceix professionalment de professor d'educació secundària, és un atleta que ha destacat en diverses especialitats, camp a través, pista o ruta, i s'ha especialitzat en distàncies més llargues com la mitja marató o la marató. Ha estat deu vegades campió de Catalunya de marató entre el 1993 i el 2008, prova en què establí el rècord català l'any 1995 en un temps de 2:13:24, així com quatre vegades campió de mitja marató els anys 1993, 1994, 1996 i 1997, dues de 10 km en ruta els anys 1998 i 2004, i dues més de 10.000 m. en pista el 1993 i el 1996. Guanyà la Marató de Barcelona el 1994 i el 1996, en un moment en què es disputava entre Mataró i l'Estadi Olímpic de Barcelona, i diverses curses populars, com la Mitja Marató de Granollers, la Cursa de la Mercè i la Cursa Jean Bouin. I altres com la Mitja Marató de Ripoll el 2005, Mitja Marató del Mediterrani a Castelldefels, la Cursa Popular Vila de Sant Boi i la cursa popular de 10 km. d´Abrera, el 2014, o la Cursa de Fons a Sant Muç el 2016. I, pel que fa a campionats de Catalunya i Espanya, el Campionat d'Espanya de 10.000 m. i 10.000 m. marxa de veterans d'Aire Lliure a Ascó el 2011, els 3.000 m. masc. del Campionat de Catalunya de veterans en Pista Coberta a Sabadell el 2011 o els 5.000 m. masc. Barcelona-PBN X Meeting català d´atletes veteranes i veterans el 2015. També ha estat dues vegades campió d'Espanya de marató els anys 2000 i 2001.